# 大元 (台湾のタレント)
大元（Dayuan、1989年11月14日 - ）は、台湾の歌手、タレント。アイドルグループPopu Ladyのメンバー。輔仁大学を休学の後に中退。

## プロフィール
- 宜蘭県の出身。身長161cm/体重44kg。血液型はA型。
- 一人っ子。2歳の時に両親が離婚しており、母親に育てられた。父親とは離れて住んでいるが、現在でも時々連絡を取っている。
- 中原大学に入学後、人気番組『大學生了沒』に出演しデビュー、『我猜我猜我猜猜猜』などの番組に出演し人気となった。
- ネット上の話題について調査やランキングを行うサイト『DailyView 網路溫度計』が『大學生了沒』の番組卒業生についてネット上での人気ランキングを調査したところ、2位にランクインした。
- 言葉のなまりが強い。トーク番組などではたびたびメンバーに発音を訂正されている。ㄕとㄙの言い分けも苦手で「出生於11月14日」など自分の誕生日を説明するときに苦労するのが悩みである。
- ものぐさで髪を洗ったり爪を切ったりする頻度が他のメンバーより少ない。
- 「小惡魔」という名前の犬を飼っている。
- 反抗期には身体の3ヶ所に刺青を入れたが、写真集を出す際に除去した。現在では左耳の後ろと左足に星型の刺青が残っているのみである。
- また舌ピアスを入れたこともあるが、目撃した母親に泣かれてしまったため、翌日には取り外した。
- 学校での成績が悪く外出を禁じられたときには夜中こっそりと家を抜け出し、夜明け前に家に帰るという生活をしていたこともある。
- 2011年8月にはジェイシー・チャンとの交際を報じられたが、双方ともにこれを否定している。2014年8月、チャンが北京で大麻の使用容疑で逮捕された際には、再度交際関係を否定し、「（チャンが）タバコを吸っている姿さえ見たことがない」とコメントしている。
- 2013年10月にはMP魔幻力量のDJ鼓鼓との交際を報じられた。
- 方大同のファンである。
- 2024年3月17日、高雄流行音楽中心で開かれた「GX」初ワンマンライブ『大玩一票ALL YOU CAN PLAY』で鼓鼓こと呂思緯からプロポーズされ、交際期間12年で2025年2月27日に入籍した[2][3][4]。

## メディア出演

### ドラマ
| 時期   | 番組名                     | 配役             |
| ------ | -------------------------- | ---------------- |
| 2013年 | 1/2の両想い〜spring love〜 | 趙人美(ヒロイン) |
| 2015年 | 戀愛鄰距離                 | 裴又婷           |
| 2020年 | 女力報到－愛神出任務       | 朱玉芊           |

### 映画
| 時期   | 作品名                         | 配役     |
| ------ | ------------------------------ | -------- |
| 2012年 | 女孩壞壞                       | 佩佩     |
| 2012年 | 結婚って、幸せですか THE MOVIE | 胡柔依   |
| 2012年 | 命運狗不理                     | 護士小喬 |

### バラエティ番組
- 2022年　綜藝3國智[5]

### CM/イメージキャラクター
- 2024年　goiae果葉 康普茶[6]

## 写真集
| 時期           | 作品名                    |
| -------------- | ------------------------- |
| 2011年10月27日 | 『Girl Friend～元氣女友』 |

## 慈善活動
- 2021年　Meme寵糧 「把愛分一半給牠，幸福專車」[7]